# Medion
Medion es un fabricante de computadoras, equipos informáticos y televisiones con sede en Essen (Alemania). Fundada en 1989 Medion AG cotiza en la Bolsa de Fráncfort. También fabrica y distribuye otras marcas de electrodomésticos como Tevion, que se comercializa en España, Francia y África.
Desde el 1 de junio de 2011, Lenovo Group (LNVGY) anunció que tenía planes para adquirir Medion AG. Desde agosto de 2011 posee la participación mayoritaria en Medion.
Ha producido ordenadores para los almacenes Aldi y también para Disney.